# Henkäys Ikuisuudesta
Henkäys Ikuisuudesta (trad. Respiro dall'eternità) è un album natalizio del soprano finlandese Tarja, nonché il suo primo album da solista. È stato pubblicato l'8 novembre 2006 ed è costituito da cover, eccetto Kuin henkäys ikuisuutta, scritta da Tarja e Esa Nieminen.

## Tracce
1. Kuin henkäys ikuisuutta – 4:29 (Tarja Turunen, Esa Niemien, Sinikka Svärd)
2. You Would Have Loved This – 3:59 (Cori Connors)
3. Happy New Year – 4:04 (Benny Andersson, Björn Ulvaeus)
4. En etsi valtaa loistoa – 3:27 (Jean Sibelius, Zacharias Topelius)
5. Happy Christmas (War Is Over) – 4:30 (John Lennon)
6. Varpunen jouluaamuna – 3:25 (Otto Kotilainen, Zacharias Topelius)
7. Ave Maria – 6:10 (Franz Schubert, Sir Walter Scott)
8. The Eyes of a Child – 4:22 (Graham Russel, Ron Bloom)
9. Mökit nukkuu lumiset – 4:16 (Heino Kaski, Eino Leino)
10. Jo joutuu ilta – 3:06 (Jean Sibelius, Zacharias Topelius)
11. Marian poika – 3:27 (Jester Hairston)
12. Magnificat Quia Respexit – 3:35 (J. S. Bach)
13. Walking in the Air – 4:37 (Howard Blake)
14. Jouluyo, juhlayo – 3:47 (Franz Xaver Gruber, Joseph Mohr)